# Joegoslavië op het Eurovisiesongfestival 1976
Joegoslavië nam deel aan het Eurovisiesongfestival 1976, gehouden in Den Haag. Het was de 16de deelname van Joegoslavië aan het festival.
De nationale omroep JRT was verantwoordelijk voor de Joegoslavische bijdrage van 1976.

## Selectieprocedure
De Joegoslavische inzending werd gekozen via de nationale voorronde Jugovizija. De finale hiervan vond plaats op 20 en 21 februari 1976 in het hotel Kvarner in Opatija.
In totaal deden 21 liedjes mee in de nationale finale. De winnaar werd gekozen door 8 regionale jury's die punten van 1 tot 10 mochten geven.
De uiteindelijk winnaar was Ambasadori met het lied Ne mogu skriti svoju bol.

### Uitslag
| Plaats | Artiest                         | Lied                                   | Punten |
| ------ | ------------------------------- | -------------------------------------- | ------ |
| 1      | Ambasadori                      | Ne mogu skriti svoju bol               | 80     |
| 2      | Majda Sepe                      | Gledam te                              | 67     |
| 3      | Bisera Veletanlic               | Baj baj baj                            | 62     |
| 4      | Dalibor Brun                    | Ne pitaj me zasto noci ponekad su duge | 61     |
| 5      | Mišo Kovac                      | Ja sam covjek                          | 54     |
| 6      | Pepel In Kri                    | Moja srecna zvezda                     | 52     |
| 6      | Revis                           | Brdjanka                               | 52     |
| 8      | Neda Ukraden                    | Ej, da mi je naci                      | 51     |
| 8      | Sunce                           | Staza zivota                           | 51     |
| 10     | Mirjana Tasevska                | Ne sum sam                             | 45     |
| 11     | Entuzijasti                     | Kotorskim ulicama                      | 42     |
| 11     | Oto Pestner                     | Sepet poletnih trav                    | 42     |
| 13     | Dubrovacki Trubaduri            | Zeleni se ruzmarin                     | 41     |
| 14     | Leo Martin                      | Laku noc dragi, laku noc draga         | 40     |
| 14     | Cvetanka Laskova & Janko Uzunov | Momceto so mandolina                   | 40     |
| 14     | Elena Velinova                  | Ljubovta e ljubov                      | 40     |
| 17     | Gazmend Pallaska                | Dieli i kuqremt                        | 37     |
| 17     | Oliver Dragojevic               | Pjevaj s nama                          | 37     |
| 19     | Jordan Nikolic                  | Tvoje ruke su miran san                | 30     |
| 19     | Istvan Boros                    | Nismo vise isti                        | 30     |
| 19     | Goran Gerin                     | Bila je hladna noc                     | 30     |

## In Den Haag
In Den Haag moest Joegoslavië als 18de en laatste aantreden na Frankrijk.
Aan het einde van de puntentelling stond Ambasadori op de 17de en laatste plaats met 6 punten, één punt achter Noorwegen. Dit was echter een misverstand, want na een controle bleek dat de vier voor Joegoslavië bestemde punten van Frankrijk niet waren meegeteld. De uitslag bleef onveranderd, zodat Joegoslavië laatste bleef, maar tegenwoordig wordt over het algemeen de juiste eindrangschikking gehanteerd, met Noorwegen op de laatste plaats.

### Gekregen punten

#### Finale
| 12 punten | 10 punten   | 8 punten      | 7 punten    | 6 punten      |
| --------- | ----------- | ------------- | ----------- | ------------- |
|           |             |               |             |               |
| 5 punten  | 4 punten    | 3 punten      | 2 punten    | 1 punt        |
|           | - Frankrijk | - Griekenland | - Duitsland | - Zwitserland |

### Punten gegeven door Joegoslavië

#### Finale
Punten gegeven in de finale:
| 12 punten | Frankrijk           |
| 10 punten | Verenigd Koninkrijk |
| 8 punten  | Israël              |
| 7 punten  | Zwitserland         |
| 6 punten  | Italië              |
| 5 punten  | Nederland           |
| 4 punten  | Monaco              |
| 3 punten  | Duitsland           |
| 2 punten  | Oostenrijk          |
| 1 punt    | Ierland             |

1961 · 1962 · 1963 · 1964 · 1965 · 1966 · 1967 · 1968 · 1969 · 1970 · 1971 · 1972 · 1973 · 1974 · 1975 · 1976 · 1977-1980 · 1981 · 1982 · 1983 · 1984 · 1985 · 1986 · 1987 · 1988 · 1989 · 1990 · 1991 · 1992
België · Duitsland · Finland · Frankrijk · Griekenland · Ierland · Israël · Italië · Joegoslavië · Luxemburg · Monaco · Nederland · Noorwegen · Oostenrijk · Portugal · Spanje · Verenigd Koninkrijk · Zwitserland